# Petovia
Petovia is een geslacht van vlinders van de familie spanners (Geometridae), uit de onderfamilie Oenochrominae.

## Soorten
- P. dichroaria Herrich-Schäffer, 1854
- P. marginata Walker, 1854